# الروس (عمران)
الروس هي إحدى قرى الجمهورية اليمنية. وهي تتبع جغرافيًا لمحافظة عمران. وإداريًا لمديرية العشة. يبلغ تعداد سكانها 1500 نسمة حسب الإحصاء الذي جرى عام 2004.